# شهرستان توماشوف مازوویتسکی
شهرستان توماشوف مازوویتسکی (به لاتین: Tomaszów Mazowiecki County) یک شهرستان در لهستان است که در استان ووتسکی واقع شده‌است.

## خصوصیات
شهرستان توماشوف مازوویتسکی ۱٬۰۲۵٫۷ کیلومترمربع مساحت و ۱۲۰٬۹۷۳ نفر جمعیت دارد.